# دینار لیبی
دینار لیبی (به انگلیسی: Libyan dinar) (به زبان بومی: دینار لیبی) با کد ایزوی LYD، یکای پول رایج در کشور لیبی است. مسئولیت کنترل این یکای پول برعهدهٔ بانک مرکزی لیبی قرار دارد.

## کشورهای دیگر که دینار یکای پول آن‌ها است
| نام کشور      | یکای پول "دینار"                    |
| ------------- | ----------------------------------- |
| اردن          | دینار اردن                          |
| الجزایر       | دینار الجزایر                       |
| بحرین         | دینار بحرین                         |
| تونس          | دینار تونس                          |
| سودان         | دینار سودان                         |
| صربستان       | دینار صربستان                       |
| عراق          | دینار عراق                          |
| کویت          | دینار کویت                          |
| لیبی          | دینار لیبی                          |
| مقدونیه شمالی | دینار مقدونیه                       |
|               |                                     |
| ایران         | ریال ایران - به صد دینار بخش می‌گردد |